# Jerramy Stevens
Jerramy Ryan Stevens (Boise, 13 novembre 1979) è un ex giocatore di football americano statunitense che ha giocato nel ruolo di tight end nella National Football League (NFL). Fu scelto nel corso del primo giro (28º assoluto) del Draft NFL 2002 dai Seattle Seahawks. Al college giocò a football all'Università di Washington.

## Carriera professionistica

### Seattle Seahawks
Stevens fu scelto nel corso del primo giro del Draft 2002 dai Seattle Seahawks. Nella sua stagione da rookie disputò 12 partite, debuttando contro gli Oakland Raiders l'8 settembre. Nella vittoria sui Kansas City Chiefs del 24 novembre segnò il suo primo touchdown ricezione. Nel 2005 disputò tutte le 16 gare di cui 12 come titolare, giungendo fino al Super Bowl XL contro i Pittsburgh Steelers. In quella gara, Stevens segnò il primo touchdown della storia dei Seahawks nel Super Bowl, ma la sua squadra venne sconfitta. Il 20 marzo 2007 fu svincolato da Seattle.

### Tampa Bay Buccaneers
Il 29 aprile 2007, Stevens firmò coi Tampa Bay Buccaneers. Il suo primo touchdown con la nuova squadra lo segnò nella settimana 13 contro i New Orleans Saints che fu quello decisivo per la vittoria dei Bucs. L'11 dicembre fu sospeso dalla lega per una partita per abuso di sostante vietate e di nuovo nell'agosto 2008, questa volta per due partite. Il 25 ottobre 2010 fu tagliato da Tampa Bay dopo l'arresto per possesso di marijuana.

## Palmarès

### Franchigia
- National Football Conference Championship: 1

Seattle Seahawks: 2005

## Statistiche
| Ricezioni     | 201   |
| Yard ricevute | 2.204 |
| Touchdown     | 22    |